# Gle Leumo (kulle)
Gle Leumo är en kulle i Indonesien.   Den ligger i provinsen Aceh, i den västra delen av landet, 1 800 km nordväst om huvudstaden Jakarta. Toppen på Gle Leumo är 234 meter över havet.
Terrängen runt Gle Leumo är varierad. Runt Gle Leumo är det ganska tätbefolkat, med 179 invånare per kvadratkilometer. Närmaste större samhälle är Banda Aceh, 11,4 km norr om Gle Leumo. Trakten runt Gle Leumo består till största delen av jordbruksmark.